# Бузето Палицоло
Бузѐто Палицо̀ло (на италиански: Buseto Palizzolo, на сицилиански Palazzolu, Палацолу) е община в южна Италия, провинция Трапани, автономен регион и остров Сицилия. Разположена е на 249 m надморска височина. Населението на общината е 3095 души (към 2012 г.).
Административен център на общината е селото Бузето Чентро (Buseto Centro).